# Tanguy Ringoir
Tanguy Ringoir (29 de juny de 1994) és un jugador d'escacs belga que té el títol de Gran Mestre des del 2015.

## Resultats destacats en competició
Ringoir ha guanyat tres cops el Campionat d'escacs de Bèlgica (els anys 2012, 2013 i 2016).
Tanguy Ringoir ha representat Bèlgica a les Olimpíades d'escacs el 2012 (6,5 punts de 10 al quart tauler) i 2014 (6,5 punts d'11 al tercer tauler).